# 토요타 iQ

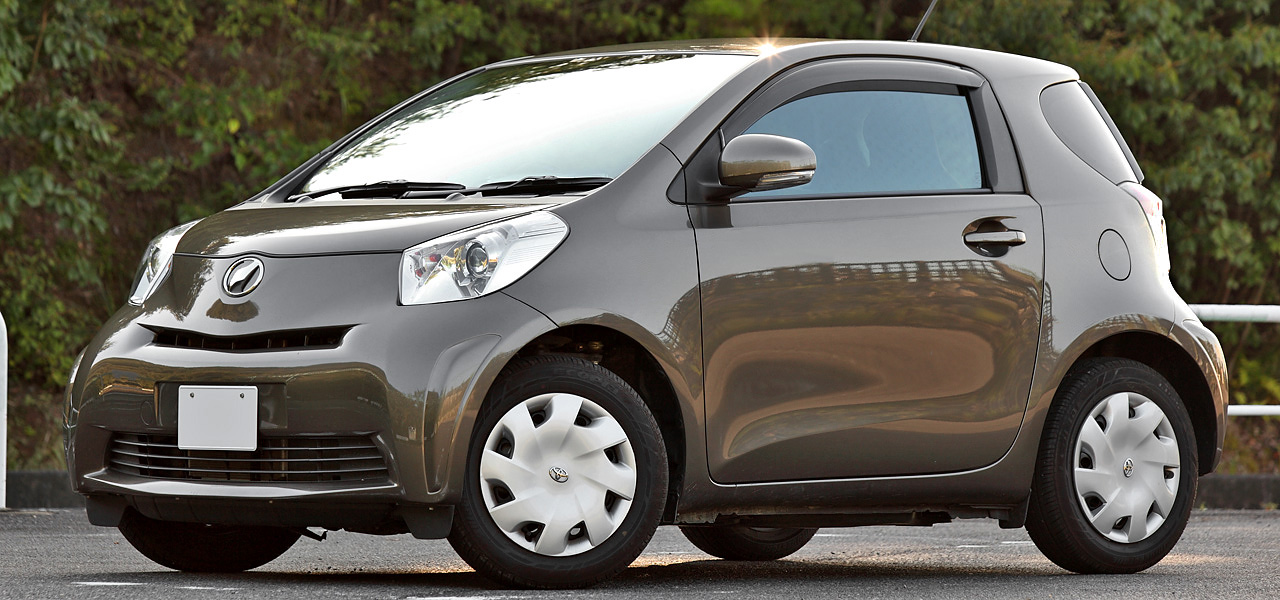
토요타 iQ 정측면

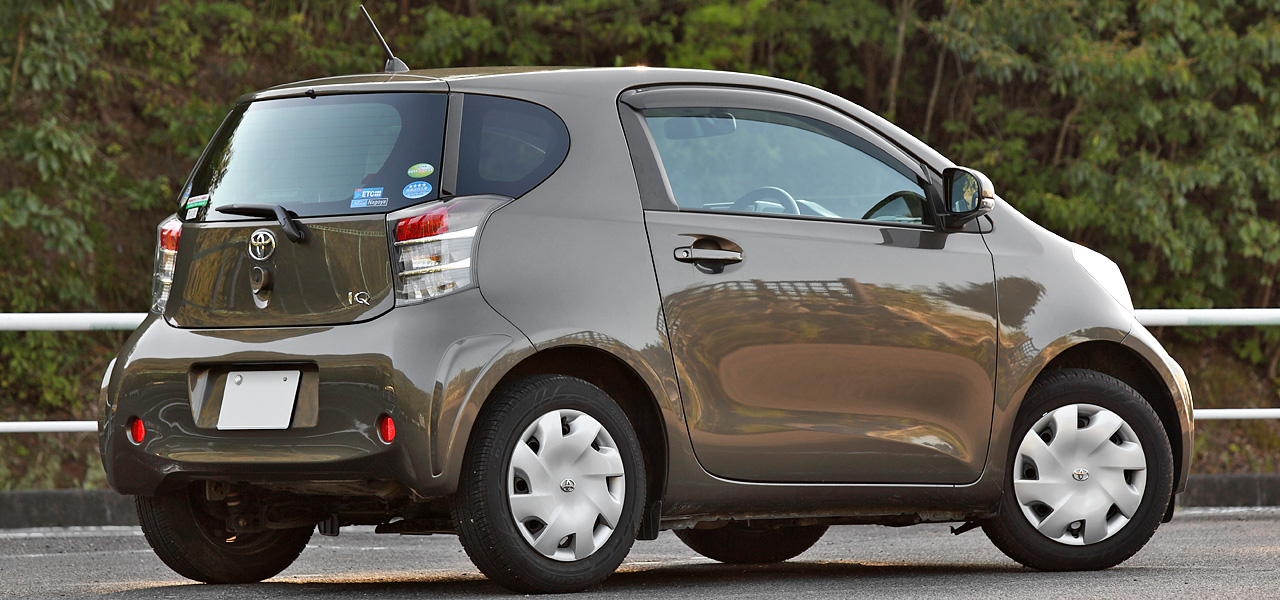
토요타 iQ 후측면

토요타 iQ(Toyota iQ)는 일본의 자동차 회사인 토요타가 생산, 판매했던 전륜구동 방식의 3도어 도시형 자동차다. 차명인 iQ는 지능 지수(Intelligence quotient)의 줄임말에서 따왔을 뿐만 아니라, 개성, 혁신, 품질, 큐빅 형태에 대한 힌트, 소유자가 새로운 유형의 차량과 라이프 스타일을 받아들이는 큐를 의미하기도 한다. 2007년에 프랑크푸르트 국제 모터쇼를 통해 컨셉트 카가 출품되었고, 이를 바탕으로 한 양산형은 2008년 3월에 제네바 모터쇼를 통해 공개된 후 11월 20일에 일본에서 먼저 출시되었다. 그리고 2009년 1월에 유럽에서의 판매가 시작되었다. 생산은 일본 아이치현에서 이뤄졌다. 전장은 2985mm, 전폭은 1680mm, 전고는 1500mm를 기록하였으며, 성인 3명과 어린이 1명 또는 성인 1명에 화물 3칸으로 이뤄질 수 있도록 설계되었다. 단, 일본 내수용 한정으로 2인승도 제공되었다. 엔진의 경우 1L 3기통 1KR-FE형과 직렬 4기통 1.3L, 커먼 레일식 1.4L 디젤 터보가 각각 제공되었다. 변속기는 5단 및 6단 수동과 CVT가 제공되었는데, 일본 내수용으로는 CVT만 장착되었다. 2009년 8월 20일에는 고성능 사양인 iQ GRMN이 선보이기도 했으며, 2011년에는 영국의 스포츠카 제조 회사인 애스턴 마틴과 공동 개발해 형제 차종인 시그넷이 시판되기도 했다. 2012년에는 사이온 브랜드를 통해 북아메리카에서도 판매를 개시했다. 그러나 저조한 판매 실적으로 큰 성공을 거두지 못하여 2015년 12월에 일본을 제외한 국가에서 생산이 중단되었고, 2016년 4월 4일에 일본 내수용도 생산이 중단되면서 최종적으로 후속 차종 없이 단종되었다.

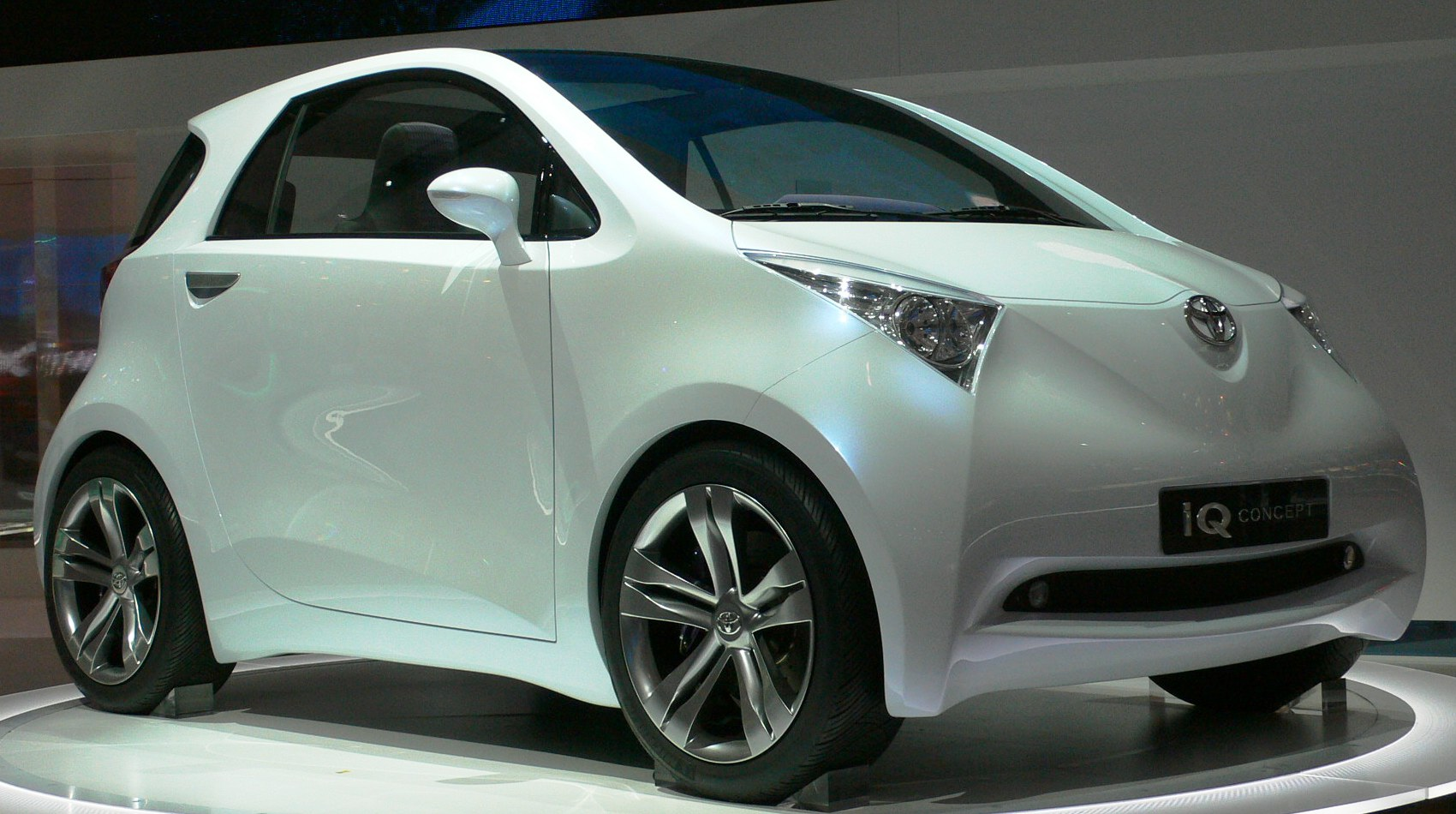
토요타 iQ 컨셉트 카 정측면
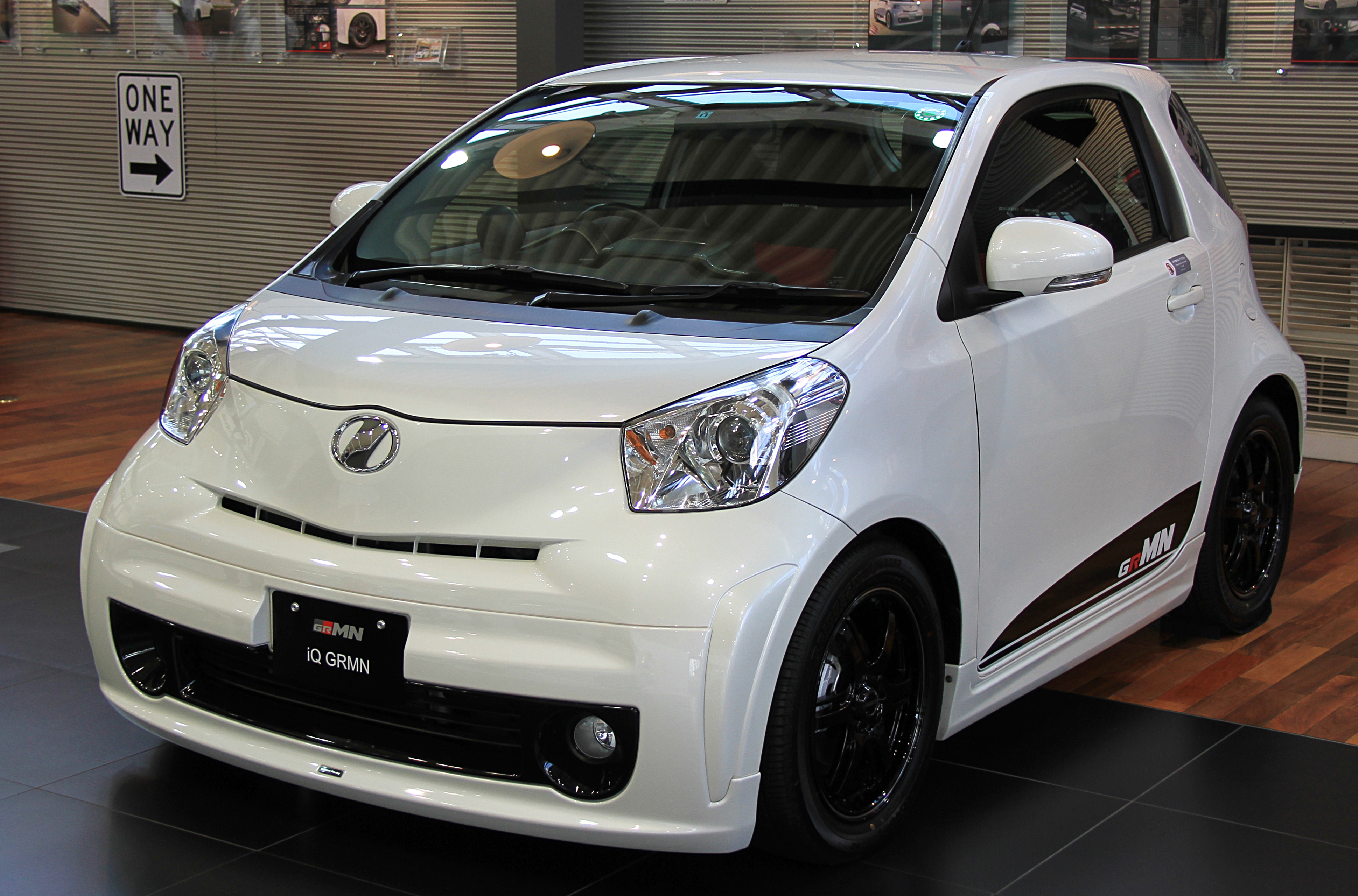
토요타 iQ GRMN 정측면

## 경쟁 차종
- 현대자동차 - i10
- 기아자동차 - 모닝
- 쉐보레 - 스파크
- 피아트 - 500, 판다
- 오펠 - 아담, 칼
- 르노 - 트윙고
- 푸조 - 108
- 시트로엥 - C1
- 스마트 - 포투, 포포
- 폭스바겐 - 업!
- 포드 - 카